# Sund (Norvegia)
Sund este o comună din provincia Hordaland, Norvegia.